# Pazz & Jop

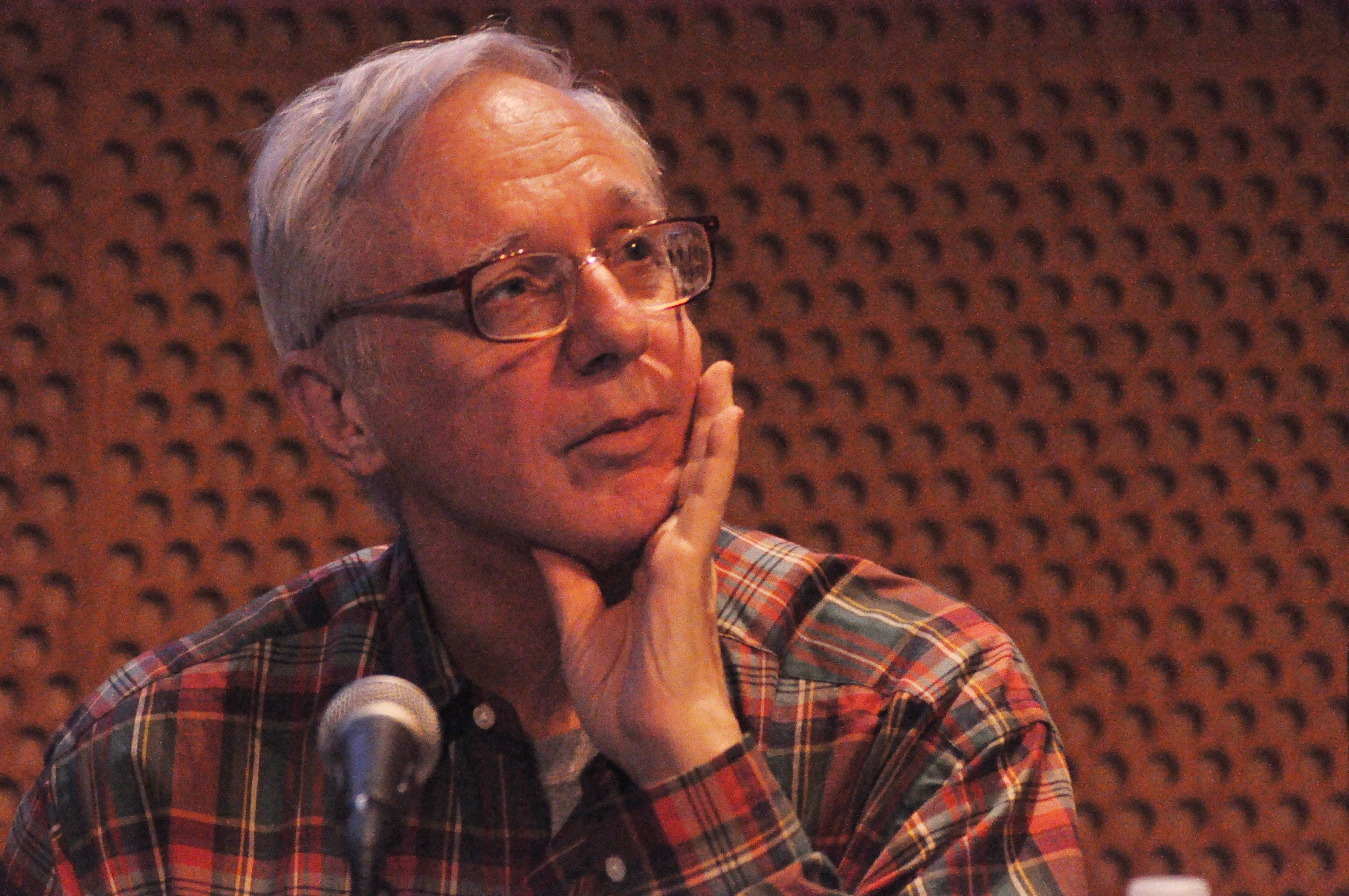
Il critico musicale Robert Christgau, uno dei creatori del sondaggio di Pazz & Jop, che presiedette dal 1971 a 2005

Pazz & Jop era un sondaggio con cadenza annuale delle migliori uscite musicali, compilato dal quotidiano americano The Village Voice e creato dal critico Robert Christgau, il quale si occupò della rubrica dal 1971 al 1972 e poi, dopo l'assenza di due anni dal giornale, dal 1974 in poi. I sondaggi sono tabulati a partire dalle prime 10 liste presentate a fine anno da centinaia di critici musicali. Il nome è un tributo alla rivista Jazz & Pop, da cui mutuò anche il sistema di valutazione.

## Storia
Nel 1971 era un sondaggio dedicato solo agli album; nel 1979 i voti vennero estesi ai singoli discografici. Negli anni successivi, furono inclusi anche gli extended play, videoclip, riedizioni e compilation, tuttiperò poi eliminati nel giro di poco tempo. Il sondaggio usava un sistema di punteggi per stilare la classifica finale. I critici partecipanti assegnavano un valore numerico, compreso tra 5 e 30, a ciascuno degli album nella loro lista dei primi 10, per un totale di 100 punti. Le liste dei singoli erano, invece, non ponderate.